# Cergău (gmina)
Cergău – gmina w Rumunii, w okręgu Alba. Obejmuje miejscowości Cergău Mare, Cergău Mic i Lupu. W 2011 roku liczyła 1490 mieszkańców.

## Demografia
Skład etniczny według spisu z 2011 roku:
- Rumuni – 1252 (84,03 %)
- Romowie – 181 (12,15 %)
- nieokreślona przynależność – 56 (3,76 %)